# Arthur Cornforth
Arthur Cornforth, född 21 februari 1861 i Smethport i Pennsylvania, död 5 augusti 1938 i Colorado Springs i Colorado, var en amerikansk republikansk politiker. Han tjänstgjorde från januari till mars 1905 som Colorados viceguvernör under Alva Adams.
Cornforth gifte sig i december 1882 med Fannie Fulke som var född 1865 i Iowa.
Cornforth efterträdde 1905 Jesse Fuller McDonald som viceguvernör och efterträddes senare samma år av Fred W. Parks.
Cornfoth tillträdde 1921 en domarbefattning i Colorado. Han avled 1938 och gravsattes på Evergreen Cemetery i Colorado Springs.